# Terralonus
Terralonus là một chi nhện trong họ Salticidae.

## Hình ảnh

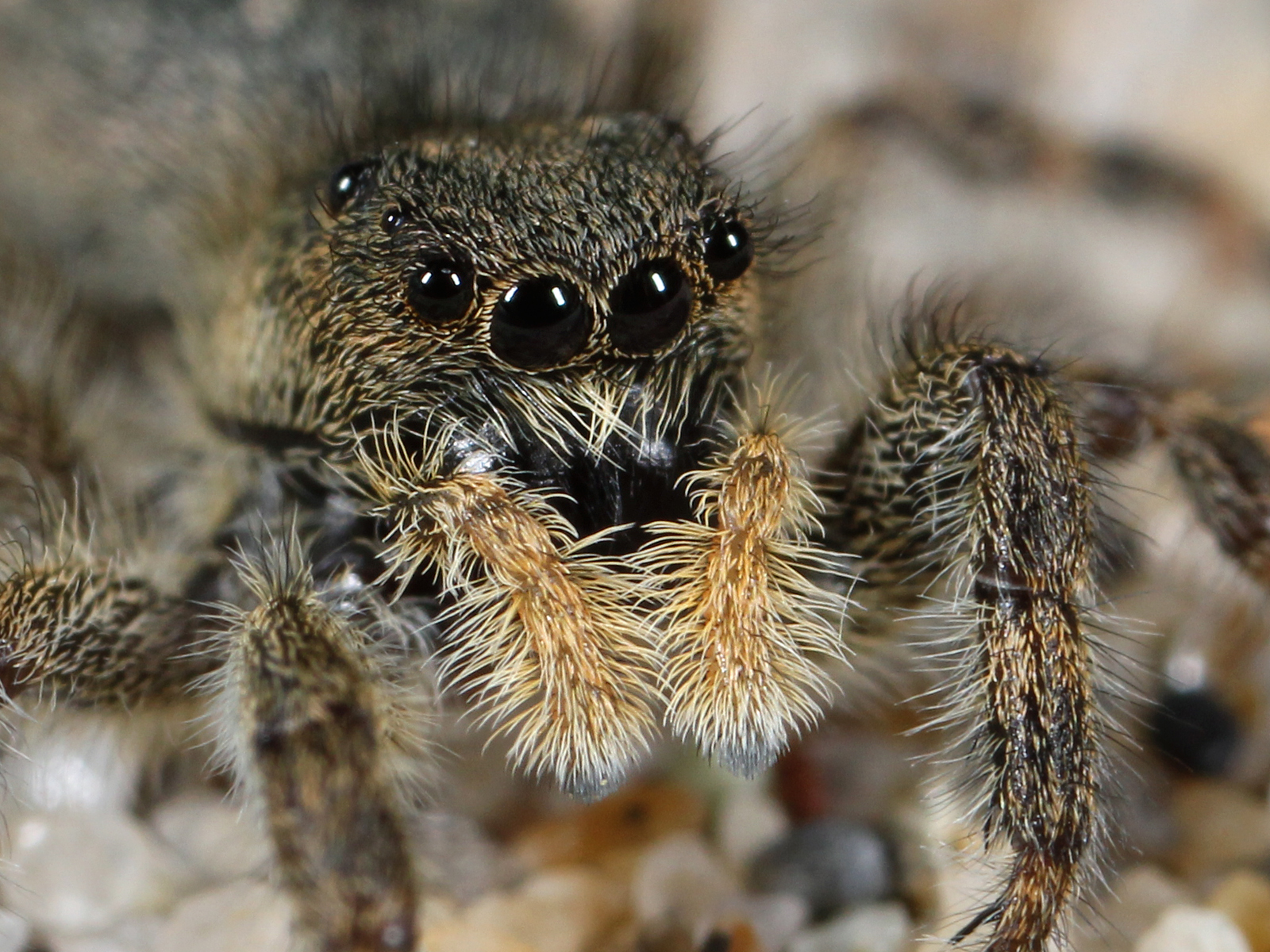